# Bengtsheden
Bengtsheden är en tätort i Falu kommun belägen cirka 20 kilometer nordost om Falun i Svärdsjö socken, intill sjön Liljan. Närmaste större tätort med butiker, bibliotek och vårdcentral är Svärdsjö. 

## Befolkningsutveckling
| Befolkningsutvecklingen i Bengtsheden 1960–2020 | Befolkningsutvecklingen i Bengtsheden 1960–2020 | Befolkningsutvecklingen i Bengtsheden 1960–2020 | Befolkningsutvecklingen i Bengtsheden 1960–2020 | Befolkningsutvecklingen i Bengtsheden 1960–2020 |
| ----------------------------------------------- | ----------------------------------------------- | ----------------------------------------------- | ----------------------------------------------- | ----------------------------------------------- |
|                                                 |                                                 |                                                 |                                                 |                                                 |
| År                                              |                                                 |                                                 | Folkmängd                                       | Areal (ha)                                      |
| 1960                                            | 1960                                            |                                                 | 484                                             |                                                 |
| 1965                                            | 1965                                            |                                                 | 488                                             |                                                 |
| 1970                                            | 1970                                            |                                                 | 416                                             |                                                 |
| 1975                                            | 1975                                            |                                                 | 456                                             |                                                 |
| 1980                                            | 1980                                            |                                                 | 481                                             |                                                 |
| 1990                                            | 1990                                            |                                                 | 434                                             | 145                                             |
| 1995                                            | 1995                                            |                                                 | 550                                             | 149                                             |
| 2000                                            | 2000                                            |                                                 | 565                                             | 149                                             |
| 2005                                            | 2005                                            |                                                 | 556                                             | 152                                             |
| 2010                                            | 2010                                            |                                                 | 530                                             | 150                                             |
| 2015                                            | 2015                                            |                                                 | 537                                             | 178                                             |
| 2020                                            | 2020                                            |                                                 | 524                                             | 183                                             |
|                                                 |                                                 |                                                 |                                                 |                                                 |

## Näringsliv
Bengtsheden har under historien haft ett flertal företag inom många olika områden. De flesta företag har varit mindre företag med endast några få anställda, men även större företag med flera anställda har under åren drivits framgångsrikt. 1868 startades den första och hittills enda handelsboden i Bengtsheden. Under de drygt 100 år som verksamheten drevs hade den många olika namn. Det ursprungliga namnet som registrerades den 12 maj 1876 var Bengtshedens Handels Aktiebolag och bolagsordningen är undertecknad Oskar, troligen Oscar II.

## Idrott
Den lokala idrottsklubben är Liljans Sportklubb (LSK) som grundades 1964. Föregångaren till Liljans Sportklubb var Bengtshedens Bandyklubb som startades redan 1948. Laget spelade fram till 1956 alla sina hemmamatcher på sjön Liljans is. Lagom till säsongen 1957/1958 stod den nya bandyplanen vid Liljansskolan klar. Idag har Liljans Sportklubb drygt 650 medlemmar och har aktiva sektioner inom alpin, badminton, och bandy. Bandyspelaren Johan Gustafsson kommer från Bengtsheden, så även golfspelaren Fredrik Landstedt. Bengsthedens bylag Bengtshedens Bears har stått som segrare i Bykampen - slaget om Liljan 2011 och 2012. Under båda dessa år har laget letts av Niklas Gustafsson.